# 三柱草科
三柱草科只有2属共5种，都是生长在热带和亚热带地区中美洲和秘鲁一带。
三柱草科植物为落叶小乔木或灌木，叶一般集中生长在枝条顶端；花小，雌雄异株，雄花花瓣3-8，雌花有三个花柱；果实为坚果。
1981年的克朗奎斯特分类法将本科分入无患子目中，1998年根据基因亲缘关系分类的APG 分类法和2003年经过修订的APG II 分类法不承认这个科，将个属合并到漆树科中，仍然属于无患子目。